# Bill Siegel
Bill Siegel (* 24. Dezember 1962 in Orlando, Florida; † 11. Dezember 2018) war ein US-amerikanischer Filmproduzent und Filmregisseur im Bereich des Dokumentarfilms.

## Karriere
Siegels Karriere im Filmgeschäft begann 1992 als Darsteller bei dem Film Wer die Wahl hat. Im Jahr 1994 wechselte er die Seiten und war im Filmstab bei dem Dokumentarfilm Hoop Dreams tätig. Als Filmproduzent trat er 2002 das erste Mal in Erscheinung, als er zudem sein Regiedebüt bei dem Film The Weather Underground gab. Für dieses Werk erhielt er mit Sam Green bei der Oscarverleihung 2004 eine Nominierung in der Kategorie „Bester Dokumentarfilm“. Die Auszeichnung erhielten aber Errol Morris und Michael Williams für ihren Beitrag The Fog of War. Im Anschluss war er als Produzent für die Fernsehserie Independent Lens und den Fernsehfilm The Road to 9/11 verantwortlich. Für den Dokumentarfilm The Trials of Muhammad Ali, der im Jahr 2013 erschien und von Muhammad Ali handelt, erhielt er einen Emmy und eine Nominierung bei den Black Reel Awards. Siegel verstarb im Dezember 2018.

## Filmografie (Auswahl)
- 1992: Wer die Wahl hat (Primary Motive)
- 1994: Hoop Dreams (Dokumentarfilm)
- 2002: The Weather Underground (Dokumentarfilm)
- 2004–2014: Independent Lens (Fernsehserie, 2 Episoden)
- 2005: The Road to 9/11 (Fernsehdokumentarfilm)
- 2013: The Trials of Muhammad Ali (Dokumentarfilm)